# 紐約州學院和大學列表
以下是纽约州目前运营的公立和私立高等教育机构列表。已停办的院校请参阅纽约州已关闭高等院校列表。

## 公立
- 紐約州立大學（State University of New York） 
  - 賓漢頓大學 （Binghamton University, State University of New York）
  - 紐約州立大學水牛城分校（University at Buffalo）
  - 石溪大學（Stony Brook University）
  - 紐約州立大學奧爾巴尼分校 （University at Albany ，State University of New York）
- 纽约市立大学（City University of New York） 
  - 纽约市立学院（City College of New York）
- 西點軍校 （The United States Military Academy at West Point）

## 私立
- 巴納德學院 （Barnard College）
- 凱尼休斯學院 (Canisius College)
- 克拉克森大學 （Clarkson University）
- 柯盖德大学（Colgate University）
- 哥倫比亞大學（Columbia University）
- 糕包聯盟學院（The Cooper Union for the Advancement of Science & Art）
- 康乃爾大學（Cornell University）
- 福坦莫大學（Fordham University）
- 霍夫斯特拉大學（Hofstra University）
- 長島大學 (Long Island University)
- 曼哈頓學院 (Manhattan College)
- 紐約大學（New York University）
- 壬色列理工學院（Rensselaer Polytechnic Institute）
- 羅徹斯特大學（University of Rochester）
- 羅徹斯特理工學院（Rochester Institute of Technology）
- 洛克菲勒大學（Rockefeller University）
- 聖若望大學 (St. John's University)
- 雪城大學（Syracuse University）
- 杜魯學院（Touro College）
- 瓦薩學院 （Vassar College）
- 瓦格納學院 (Wagner College)
- 葉史瓦大學（Yeshiva University）

## 永久停業
- 卡澤諾維亞學院 (Cazenovia College）
- 聖羅斯學院 (The College of Saint Rose)
- 韋爾斯學院 (Wells College）